# 战时造谣惑众罪
战时造谣惑众罪是《中华人民共和国刑法》规定的罪名，2015年11月1日前可判死刑。

## 历史
2015年8月29日，第十二届全国人民代表大会常务委员会第十六次会议以153票赞成、2票反对、4票弃权表决通过《中华人民共和国刑法修正案（九）》；同日由习近平签署《中华人民共和国主席令》予以公布，自2015年11月1日起施行。该修正案取消了战时造谣惑众罪和阻碍执行军事职务罪等9个罪名的死刑规定，其第五十一条为：
|  | 五十一、将刑法第四百三十三条修改为：“战时造谣惑众，动摇军心的，处三年以下有期徒刑；情节严重的，处三年以上十年以下有期徒刑；情节特别严重的，处十年以上有期徒刑或者无期徒刑。” |

## 刑法规定

### 定义
根据《中华人民共和国刑法》第433条，是指中国人民解放军军职人员在战时情况下，制造谣言，迷惑群众，动摇军心的行为。这包括：编造散布虚假情况、煽动怯战、厌战或者恐怖情绪、蛊惑官兵、造成部队情绪恐慌，士气不振，军心涣散。不论散布方式是什么（公开或私下），无论是否已经产生了动摇军心的实际后果，都可适用于本罪。

### 量刑
根据《中华人民共和国刑法》，犯本罪的，处三年以下有期徒刑；情节严重的，处三年以上十年以下有期徒刑。依照本条第2款的规定，勾结敌人造谣惑众动摇军心的，处十年以上有期徒刑或者无期徒刑。